# Ozumba
Ozumba és un municipi de l'estat de Mèxic. Ozumba és el cap de municipi i principal centre de població d'aquesta municipalitat. Aquest municipi és a la part nord-occidental de l'estat de Mèxic. Limita al nord amb el municipi de Juchitepec, al sud amb Morelos, a l'oest amb Ozumba i a l'est amb Tepetlixpa.